# カワイスギクライシス
『カワイスギクライシス』は、城戸みつるによる日本の漫画。『ジャンプスクエア』（集英社）にて、2019年11月号から毎号2話連載中。2021年7月から2024年10月の第122話までは同社の『少年ジャンプ＋』でも並行して火曜日に掲載されていた。
メディアミックスとして、テレビアニメが2023年4月から6月まで放送された。

## あらすじ
発展した文明を持ち、数多の星々を支配下に置く宇宙の帝国「アザトス」。その星間調査隊の一員であるリザ・ルーナは侵略の前段階として地球の調査に訪れる。初めは地球の文明レベルの低さに呆れるリザだったが、食事のために立ち寄ったカフェで、他の宇宙の星々では考えられない「可愛すぎる」生物・猫と遭遇するのだった。

## 登場人物
声の項は脚注の無い限りテレビアニメ版での声優。

### 主要人物
リザ・ルーナ
声 - 花守ゆみり（テレビアニメ / ボイスコミック/ コミックス発売記念PV）
本作の主人公。宇宙の帝国「アザトス」星間調査隊の生態系調査室長。19歳。銀髪の少女のような外見をしており、素性を知らない相手からは単に外国人（非日本人）だと思われることが多い。
地球を文明レベルの低さから見下していたが、とりあえずは有益な物がある可能性から派遣される。そこで食事の調査のために誤って入店した猫カフェ「nyanday（ニャンデイ）」で未知の生物・猫と出会い、他の宇宙の生物を遥かに凌駕する「可愛さ」に衝撃を受ける。その後は猫をはじめとした地球の生物の「可愛さ」を、宇宙の人々の価値観を塗り替え死に至らせかねない程であると危険視し、マンション「メゾン荒脛巾（あらはばき）」の903号室に居を構え、地球上の可愛い生物の調査を始める。地球の生物の中でも猫派に属し、自身の飼い猫である「よぞら」のことは猫の中でも宇宙一可愛いと溺愛している。
宇宙では「星間調査隊始まって以来の天才」とも評される著名人であり、後輩のガルミやラスタからは敬意をもって慕われている。一方で絵や歌など芸術方面の才能は乏しい（ただし、よぞらの絵のみ練習により非常に上手く描けるようになる）。
よぞら
声 - 藤原夏海 / 洲崎綾（ボイスコミック）
リザのペットである雄のアメリカンカール。雨の中、路上に捨てられ衰弱していたところをリザに拾われ、真っ黒な体と金色の瞳が夜空に浮かぶ星のようであるとして名付けられた。一度捨てられた経験からかリザには徹底して構ってもらいたがる「全力甘え猫」。リザがメカヨゾラを構ったり他の動物に触れあってきたと察すると嫉妬する描写もある。
向井 誠二（むかい せいじ）
声 -  小笠原仁 / 汐谷文康（ボイスコミック）
猫カフェ「nyanday（ニャンデイ）」の男性店員。19歳。ペットはメインクーンの「エミリ」（声 - 鷹村彩花）。
リザが「nyanday」に訪れ初めて猫と邂逅した際に接客を務めた。その際に宇宙人であるリザに猫についての説明をしている。
基本的には真面目な性格だが、猫を人間よりも上位の存在と位置づけるいわゆる「猫過激派」。猫カフェにおいても猫ファーストの姿勢を崩さない。
矢薙 華澄（やなぎ かすみ）
声 -  会沢紗弥 / 洲崎綾（ボイスコミック）
猫カフェ「nyanday（ニャンデイ）」の女性店員。20歳。犬派。ペットはゴールデンレトリーバーの「マサムネ」。
リザにとっては地球の生物やペット文化についての良きアドバイザーであり友人。リザの外出時には付き添いとして同行することも多く、ペットの愛好家との人脈もあることから紹介することでリザ達の見識を広めたりもする。（主にリザをはじめとする宇宙人の）奇怪な行動に振り回され、ツッコミ役に回ることが多い。ツッコむ際は「～しろぃ」など訛った口調になることもある。また、作中では地球人として初めて宇宙船「スレイル」に来訪した人物であり、調査隊員からの信頼も厚い。

### 地球の人物
狐陰 小町（こかげ こまち）
声 - 上田麗奈
「メゾン荒脛巾」でリザの隣室（904号）に住む一家の娘。猫派の17歳。語尾を間延びさせた話し方をする。ペットはジャパニーズボブテイルの「マルちゃん」。
大人しく優しい性格だが、ペットのことになるとしばしば取り乱すこともある。クラスメイトの薫とは両想いの関係だが、交際には至っていない様子。
狸塚 薫（まみづか かおる）
声 - 小林千晃
小町に想いを寄せるクラスメイトの男子。ペットは保護した子猫「いろは」（声 - 三村ゆうな）。心の声がつい言葉に出てしまうタイプ。
いろはの動画をYantube（ヤンチューブ）に投稿しており、チャンネルの登録者数は1万人を超えている。
鮫井 咲仁（さめい さきひと）
声 - 梅田修一朗
薫の友人。うさぎ派。父が経営しているうさぎカフェ「メルヘルム」の店員。ペットはダッチラビットの「モモ」。
ガルミとラスタがウサギを飼うにあたりアドバイスを送っている。
鮫井 波風（さめい なみかぜ）
声 - 立木文彦
咲仁の父で「メルヘルム」の店長。「可愛い」を自ら体現しようとした結果、兎耳、サングラス、妖精のような仮装、筋骨隆々の強面からくるアンギャップなど強烈な印象を与える風貌をしており、「雑談が全て親父さんについてになる」「気が散って話が入ってこない」などと称される。ただしペットの引き渡しなど大事な話をする際には正装する。
亜妻 ささら（あづま ささら）
声 - 富田美憂
華澄の従姉妹。15歳の中学生。ハリネズミ派。ペットはヨツユビハリネズミの「ネギ丸」。ペット熱が怖い。
地球外の人物や、宇宙の生物を前にしても物怖じしない性格。「ゆるカワ」「下手可愛い」など物事に「可愛い」をつけて形容することが多い。
亜妻 光彦（あづま みつひこ）
声 - 緑川光
華澄、ささらの祖父。62歳。ハムスター派。ペットはハムスターの寿命もあり現在17匹目となるジャンガリアンハムスターの「ミツ郎」。ペット熱が怖い。
同居する孫のささらとはペットをめぐってしばしば論争になる。
猿藤 七絆（えんどう なずな）
声 - 稗田寧々 / 北奈つき（ボイスコミック）
リザの生活圏内で犬の散歩をしている少女。犬派の17歳。かつては引きこもりだったが、柴犬の「豆彦」を飼い始めたことで現在の明るい性格となった過去を持つ。ペット関係になると圧が強い。
羊間 茜子（ひつじま あかねこ）
声 - 大橋彩香
Switter（スイッター）で10万人以上のフォロワーを誇り、書籍やグッズなども販売される人気の白猫「しろみ」（マンチカン）の飼い主。18歳の女子高生。リザの投稿するよぞらの手振れ写真付きのSNSにフォローをしていたことから知り合う。リザからは動物写真の師匠として教えを請われる一方で本人はフォロワーの視線を意識するあまり自由な写真が撮れなくなっていることを気にしており、お世辞にも上手とは言えない写真を堂々とスイッターに投稿しているリザの胆力を見習いたいと思っている。一般に向けたしろみの飼い主としての名義は「あかネコ。」。
狸塚 愛香（まみづか まなか）
薫を溺愛する（ブラコン）姉。軽度の潔癖症で猫に苦手意識を持つ。ピンポンパール（金魚）の「タマちゃん」を単独飼育している。
鹿沼 泉美（かぬま いずみ）
「メゾン荒脛巾」でリザや小町と同じ階（901号室）に住んでいる美容師の女性。26歳。語尾に「っス」をつけることが多い。
ペットであるアフリカオオコノハズクの「コエダ」を紹介するチャンネルをYantubeに開設しており、チャンネル登録者数は3万人弱を数える。行動力と好奇心が旺盛で、動画・写真・イラスト・裁縫など多種多様な技術を身につけている。
鶴木 舞（つるぎ まい）
小町の友人。ペットはじゃんけんで勝った兄・尋（じん）の決定により家族で飼い始めたギリシャリクガメの「タロ」。自身は猫を飼うことを希望していたためタロのことも初めはそれほど好意的に見ていなかったが、些細なきっかけからその魅力に気がつき、手のひらを返して愛情を向けるようになった。
戌亥 円香（いぬい まどか）
「nyanday」の店長。31歳。「三大欲求は食欲・睡眠欲・猫欲」「人生の幸福というのはどれだけの時間を猫に割いたかによると思う」と話し、四六時中猫に囲まれた生活をするために猫カフェを開いた猫中毒者。カフェとの両立に自信を持てないとして自宅では猫を飼っていなかったが、華澄と誠二がスタッフとして十分に頼もしくなってきたこと、自室に猫のいない「無猫地獄」に嫌気がさしていたことからリザの保護した野良猫の「ノラ」を引き取った。
狼森 小悠（おいのもり さゆ）
「メゾン荒脛巾」でリザの真下の部屋（803号室）に住んでいる女子高生。17歳。ペットはフェレットの「てんじ」。
小説家を目指しており、いずれの作品にもフェレットを登場させその可愛さを広めていきたいと考えている。創作への熱意に溢れる様子を見せるが実際は内弁慶であり、学校など家の外では丸眼鏡を着用し大人しく過ごしている。
獏屋 遥斗（ばくや はると）
ペットに文鳥の「すばる」と「スピカ」を飼う男性。「nyanday」でアルバイトをしていたミトラに熱烈な一目惚れをし、結婚を前提とした交際を申し込む。
雛形 ルイ（ひながた ルイ）
よぞらのかかりつけの病院「HINA動物病院」の女性獣医。一見無愛想だが冗談好き。
作者・城戸みつるがかつて連載していた作品「ハッピィミリィ」に同音のキャラクター「雛方ルイ」が登場している。
熊取 千春（くまどり ちはる）
声 - 依田菜津
動物園「伊豆サボテンパーク」で働く女性飼育員。「ラマの目に見つめられると瞳の奥の宇宙へ誘われるように感じる」と話すなど独特の感性の持ち主。
鰐ヶ島 冬姫（わにがしま ふゆき）
動物園「那須アニマルランド」で働く飼育員で千春の学生時代からの友人。凛々しい女性でゆるキャラが好き。星間調査隊の宇宙船に招かれた際に宇宙の生物・マヌルーを気に入り、「ハル」「ユキ」と名付けた親子のマヌルーを譲り受けてペットとして飼っている。
獅子原 恵（ししはら めぐみ）
光彦の知人でリクの元飼い主の男性。退職後にリクを飼い始めるが、病気により入院を余儀なくされたことでリクを他人に譲ることを考え始め、紆余曲折を経てフィアナに託すことを決めた。
兎月 陽和（うづき ひより）
ささらの友人。後ろ向きで優柔不断な性格。リザとささらの応援で両親を説得し、テディモルモットの「おプイ」を飼い始めた。
よぞらの元飼い主
声 - 高橋伸也（男）、小若和郁那（女）
よぞらの元飼い主の若いカップル。空腹やかまって欲しさに鳴くよぞらに対し疎ましさを感じていた。そして最終的に「飽きた」という理由で、冷たい雨の降る夜によぞらを捨ててしまう。しかし衰弱するよぞらを見たリザが激昂。リザの手によりスレイルから状態異常局所砲撃をされ、二人とも半殺しの目に遭う。

### 帝国「アザトス」の人物
ガルミ・ルゥ
声 - 伊藤彩沙
星間調査隊の調査員でリザの後輩。12歳。頭の両脇から角（硬質化した髪の毛）が生えた外見をした少女。ラスタとは7歳の時に知り合い、地球では「メゾン荒脛巾」の同じ一室（902号室）で暮らしている。地球にやってきたばかりの頃には可愛い生き物を見ると力を制御できず暴走してしまう癖があったが、地球での生活を経て次第に改善されつつある。リザとよぞらの関係を見て自身もペットと共に暮らすことを決意し、試練をクリアしたことで、うさぎカフェ「メルヘルム」から「ひなた」と名付けたうさぎを譲り受けた。
ラスタ・コール
声 - 宮本侑芽
星間調査隊の調査員でリザの後輩。12歳。両目に加えて額にも目がついた三つ目の外見をした少年。猫やうさぎを前にするとくしゃみが止まらなくなるアレルギー体質。どちらかといえば内向的な性格であり、その点でひなたにシンパシーを感じている。他の星間調査隊のメンバーに比べ、可愛い生き物へのリアクションはアレルギー体質や周囲を反面教師としたためか地球での生活を経て次第に落ち着き改善され、訪れた地球の動物園でもパンダにはぐらついたがその後は普通に園内をガルミと共に回ったりできている。
ひなた
ガルミとラスタの部屋で飼われているホーランドロップ。前の飼い主に捨てられ「メルヘルム」で保護されていたところをガルミとラスタが譲り受けた。あまり他者と触れ合わず、部屋の隅でじっとしていることを好むマイペースな性格。
ミキティ・フルプルリン
声 - 緒方賢一 / 常盤昌平（ボイスコミック）
星間調査隊が拠点とする宇宙船「スレイル」の艦長。55歳。可愛い生物が好き。自身のペットで宇宙の生物・ギィグルの「ギィちゃん」を全宇宙で最も可愛い生物だと信じている。動物園で地球の生物の「可愛さ」を目の当たりにした際には他の「アザトス」の面々と同様に多大なショックを受けた、ギィちゃんへの揺るぎない愛情を支えに乗り越えようとするも最終的にキリンの可愛さに屈する。
アマト・ロイ
声 - 中村悠一 / 髙坂篤志（ボイスコミック）
「スレイル」の副艦長。21歳。リザとは幼少の頃から兄妹のような関係で、彼女の行動には絶対の信頼を置いている。周囲の評価を気にしないで動く柔軟性と何事にも価値を見出そうとする合理的な性分かつ、性格は生真面目で常に冷静沈着だが、リザへの信頼感や真面目さが逆に妙な方向に向かうこともある。リザから伝えられる断片的な情報によって、長きにわたり「ねこ」が地球の人間にとって脅威となる恐ろしい生物であると勘違いをしていた。誤解が解けて以降も猫自体を目にしてはいないが、リザが地球から持ち帰ってきた猫グッズを気に入り、自室で愛用している。彼以外の艦内のほぼ全員が地球の生物の可愛さに軒並み陥落し、リザ並みの暴走行為に及ぶことも多くなってしまった現在は、直接視認していないことが功を奏して艦内最後の（良識の）砦にもなっている。（それでもメカよぞらには割と魅了されている節もあるが）
メカよぞら
声 - 藤原夏海
「アザトス」の機械「サイボーグスキャナー」によってよぞらをスキャンして作られたサイボーグ。言語を話すことができ、本物のよぞらに強いライバル心を見せる。AIによってよぞらの生態を学習するもよぞらに取って代わろうとするなどAIが暴走し反旗を翻し本来とは異なる反応になっているような描写もある。後に「スレイル」に回収され、当初は船内で放し飼いにされていたが、飼い猫らしい魅力の経験値を積む目的からアマトを仮想リザとして飼い主とすることに決めた。
登場回のタイトルおよび登場2回目以降の作中では「メカヨゾラ」と全てカタカナで表記されている。
フィアナ・ティアリー
声 - 近藤玲奈 / 杉山里穂（ボイスコミック）
星間調査隊の通信室長を務める女性。24歳。地球の全言語の翻訳を7日間で終わらせた言語解析の専門家で調査隊員達のお姉さん的存在。リザに請われてよぞらの姿を見て以来猫の虜となり、時折地球を訪れるようにもなるが、よぞらを含めた猫全般から思うように相手をしてもらえず傷心を重ねていた。後に「スレイル」内で地球の生物を飼うことを提案し、獅子原からポメラニアンの「リク」を譲り受けた。
リク
飼い主が病気となったことから引き取り手を探され、紆余曲折ありフィアナと生物研究室の面々によって「スレイル」内の大宇宙動物園で飼われることになった雄のポメラニアン。人と遊ぶのが大好きで誰にでもすぐに懐く「魔性の犬」。
シャミル・ナーガ
声 - 子安武人
「スレイル」に搭乗するアザトス軍戦闘十六隊の隊長。114歳。ラスタと同種族の三つ目の外見をした男性。宇宙最強を誇るアザトス軍の中でも最強の一人として名前が挙がる人物で「英雄」の異名を持つ。性格は誇り高く、仲間思い。「ねこ」の下僕に成り下がったミトラの姿に怒りを覚え、部下を送り込み、自身も地球に降り立った。よぞらを前にしても無感動を装うなど、地球生物の「可愛さ」にも若干の抵抗を見せたが、あえなく陥落した。
ガイム・ルゥ
声 - 中谷一博
アザトス軍戦闘十六隊の副隊長でガルミの叔父。42歳。元々は頭部にガルミ同様の角が8本生えていたが、生活の邪魔だったために全て切り落とし、現在はスキンヘッドに切り落とした角の痕が残る風貌となっている。「ねこ」について勘違いをする発言をしていた一人。
カヤ・ガルダ
声 - 鷹村彩花
アザトス軍戦闘十六隊に所属するS級兵。22歳の女性。幼い頃から武の道一筋で生きてきたが、シャミルらと共に地球へと降り立った際に地球の生物の「可愛さ」に触れ、その魅力に取り憑かれてしまう。一時は地球の生物の「可愛さ」に夢中になるあまり自身が堕落してしまったとして身の回りから可愛い物を遠ざけようともしていたが、後に「可愛さ」に対して正面から打ち勝つためには自身が可愛くなることだと考えるようになり、エルメアらの協力を受けて自身の可愛さを磨き始める。
エルメア・アンネス
声 - 豊崎愛生
アザトス軍戦闘十六隊に所属するS級兵。22歳の女性でカヤとは幼馴染。武道一筋でおしゃれに興味を持たないカヤのことをかねてよりもったいないと思っており、カヤが可愛さを磨き始めた際には積極的に協力する姿勢を見せる。
ミトラ・リル
声 - 守屋亨香
アザトス軍戦闘十六隊の女性新兵。19歳。盗賊団頭領の娘として生まれ「戦闘以外、能がない」と教え込まれて生きてきたところをリザに盗賊団ごと叩き潰されアザトス軍に入隊した経緯を持つ。メカよぞらが宇宙船にやってきた当初はその不遜な態度に苦手意識を持ってもいたが、本物のよぞらの姿を見たことで猫への可愛さがあまって「猫しゃま」と呼び、へりくだる下僕となった。
その後は地球の動物に慣れるために地球に住む予定を立て、「nyanday」での店員体験を経て、円香のマンションの隣室に引っ越してくると共に正式に「nyanday」の店員として採用された。店員体験中に一目惚れされた遥斗からは交際のアプローチを受け続けているが、男性経験の少なさからはっきりとした答えを出せずにいる。
ナパト・ネヘモ
声 - 遊佐浩二
星間調査隊の生物研究室長。775歳。宇宙で最も心優しき種族と言われる「ネヘモ族」の生まれで700年以上にわたり調査隊に所属する。頭部が細長いアリクイのような外見をしており、初対面のささらからは宇宙の生物の一種だと間違えられた。一方、地球人擬態モードでの姿は強面な男性で面影が全くない。リザにとっては調査隊に加入した頃からの恩師であり、彼女からは「先生」とも呼ばれる。事前に相応の心構えをしていたため、よぞらを見ても他の「アザトス」の人物ほどショックを受けることはなかったが、それゆえ「自分が大丈夫だったから」と割と考え無しに他の研究室員にも気軽に猫を見ることを勧め、甚大な被害をもたらした。
ラヒュール・クロウ
星間調査隊の生物研究室副室長。97歳。額に角が生えた男性。ナパトに代わって研究室員達を厳しく監視する引き締め役。
メル・ルーナ
アザトス小学校に通うリザの年の離れた妹。星間調査隊で活躍する姉のことを尊敬している。学校では新聞部に所属し、部の友人達と「少年調査隊」を結成している。

## 宇宙の生物
地球で言う「ゆるカワ」「キモカワ」に属する生物が大半。星間調査隊はリザによれば60兆種以上の動物を調査してきたらしいが、「モフモフ」の概念が分からなかったことなどから、その中に地球のペットや愛玩動物などのような体毛・羽毛を持った生物は乏しかった、あるいは大人しく触れさせてくれる気性は無かった様子。
宇宙3大可愛い生き物
宇宙で特に可愛いとされている3種類の生物「マヌルー」「ドフトスス」「ズーラ」のこと。いずれも簡素な外見をしており、リザからは猫との比較で「ただの落書きに思えてくる」と評された。
マヌルー
全宇宙可愛い動物ランキング128年連続1位の生物。体長は20~50cmでカラーバリエーションが豊富。雌雄の差があるが、判別には5年の修行が必要とされる。宇宙の動物の一例として地球に呼び出された際には小町からは「キモカワ」、ささらからは「ゆるカワ」と表現された。餌は塩水（正確には味のついた液体なら概ね何でも良い）のみでそれ以外に手間がかからず、飼育の容易さが人気の秘訣とされている。なお子供のマヌルー（子マヌルー）は食欲旺盛で果物をよく食べるが、まだ口が小さいので顔を果汁で汚してしまう。この果汁は親マヌルーが吸ってくれるが、子マヌルーは嫌がる。
ドフトスス
竜種の中で最も可愛いとされている生物。炎を吐くことができるが、その際に自身の口を火傷してしまう。基本的に人には懐かずペットとして飼われることはない。
ズーラ
丸い球体状の体に単眼と口、2本の脚が生えた生物。体長は5cm~1km。宇宙でも生態は理解不能とされており、その不可解さから人気を集める。眼からビームらしきものを出すことも可能なようす。
ペニラ
近年愛玩動物として宇宙で人気が高まっている生物。体長1m程度で空気の抜けかけた風船のような質感をしている。危機管理能力に乏しく人に飼われていないとすぐに死んでしまう。幼い頃のリザにもペットとして飼われていた。
ギィグル
声 - 高橋伸也
奇抜なカラーが特徴のエキゾチックアニマル。体長は30~50cm。息には殺虫効果があり、長いものは10m程の舌を持つ。鳴き声は「わ゛あああ」「ア゛ア゛ア゛」など。
トムテール
球体状の体をした生物。仲の良い個同士でくっつきたがる性質を持つ。
ナユナタ
日光浴を好む海洋生物。干からびても海に入るとすぐに元に戻る。
モコロ
「生きた豆腐」とも言われる生物。体から湧き出てくる「豆腐的な物」を他の生物に食べてもらいたがる。

## 舞台・用語
帝国「アザトス」
数多の星々を支配下に置く帝国。非常に高度で発展した文明を誇る。多様な種の人間が属しており、「髪に猫耳のような癖がついている（リザ、アマト、フィアナ等）」「頭部に角のように硬質化した髪が生えている（ガルミ、ガイム、ラヒュール）」「三つ目（ラスタ、シャミル）」といった特徴を持つ人物が作中に複数人登場する他、これらと全く異なる特徴を持った人物も多く見られる。
他の生き物をペットにすることもある、昼に起きて夜眠る、入浴や洗顔の文化がある、「可愛い」「かっこいい」と感じる感性など地球人とよく似たメンタル・生活習慣を持つが、支配下にした星々の生物に地球の様な「可愛さ」がなかったためか、そういったものへの価値観は疎く、暴走するほど取り乱したりキャラが変わるほどの衝撃を受けオーバーなリアクションを取る。一方でアレルギー疾患やペットの鳴き声の言語化については知見や発想が無かった。
また帝国を名乗っている限り「皇帝」がいると思われるが、第7巻の時点ではその存在は言及されていない。
宇宙船「スレイル」
星間調査隊が活動拠点としている宇宙船。ミキティが艦長を、アマトが副艦長を務める。現在は地球近くの宇宙にとどまり、地球の生物の可愛さに乗組員が翻弄されている。
乗組員たちがスマホやノートパソコンらしき物を持っているが入手方法や、地上で調査しているリザなどが日々の買い物や暮らしていく上で必要な金銭や戸籍などをどうしているのかは第7巻の時点では言及されていない。
アザトス軍戦闘十六隊
星間調査隊を危険から守るために調査隊員と共に「スレイル」に搭乗している軍隊。シャミルが隊長を、ガイムが副隊長を務める。二人の他にもカヤ、エルメアらS級兵と呼ばれる個人で星1つを制圧できる力を持った精鋭が複数人在籍するが、リザやアマトら調査隊員達が優秀なため殆ど仕事がないのが実情となっている。
大宇宙動物園
星間調査隊の生物研究室が「スレイル」内に所有する施設。中には木々や水辺があり、多くの宇宙の生物が飼育されている。リクが宇宙船にやってきてからは一角に犬小屋が設けられ、他の宇宙の生物と共に暮らしている。
地球
太陽系第三惑星。アザトスの進んだ文明からみれば発展度は低く、大気も汚れていると感じられる。一方でアザトスになかった「可愛い」動物たちが多種生息している。また地球の食事についてはアザトスでは珍しく無い部類にあるようだが、土産物もふくめデザイン性が可愛いと感心されている。
荒覇吐市（あらはばきし）
地球での主な舞台となる都市。
マンション「メゾン荒脛巾」
リザが地球で住居としているマンション。ペット飼育可で居住する全ての世帯が何らかのペットを飼っているとされる。なお、7～9話の描写から部屋に空きはあるのか、夜にリザの元を訪れたガルミとラスタが翌日には同じマンションの別の部屋を決めることができている。また防音はあまり高くないようで、猫などにリアクションして叫ぶリザの声が隣室のみならず同階、はてはマンション住人らに周知されるほど響いている。
華澄は住んではいないが、おたまを持っていたり、朝早くパジャマ姿でリザの部屋を訪れることができているので矢薙家とはほど近い距離にあると推測される。
猫カフェ「nyanday」
円香が店長を務め、華澄と誠二が働いている猫カフェ。看板猫はアメリカンショートヘアの「ハジメ」（声 - 緒方祐奈）。後により地球のことを知ろうと考えたミトラ、リザが店員体験をした末にミトラが採用され働くようになった（リザは色々とリアクションを取った結果不採用）。スレイルの乗組員たちも話が進むにつれたびたび訪れるようになっている。
Switter
TwitterのようなSNS。投稿は「スイート」と呼ばれる。作中では主にペットの写真投稿用アカウントについて描かれる。なお、他にgoicebookやtinstagramなどが作中には存在している。
Yantube
YouTubeのような動画投稿サイト。YouTubeと同様に生配信を行うこともできる。リザや、ガルミとラスタ、薫、泉美らが自身のペットを紹介するチャンネルを開設している。

## 書誌情報
- 城戸みつる 『カワイスギクライシス』 集英社〈ジャンプ・コミックス〉、既刊11巻（2025年4月4日現在）
  1. 2020年4月3日発売[10]、ISBN 978-4-08-882262-4
  2. 2020年10月2日発売[11]、ISBN 978-4-08-882442-0
  3. 2021年4月2日発売[12]、ISBN 978-4-08-882605-9
  4. 2021年10月4日発売[13]、ISBN 978-4-08-882811-4
  5. 2022年4月4日発売[14]、ISBN 978-4-08-883084-1
  6. 2022年10月4日発売[15]、ISBN 978-4-08-883265-4
  7. 2023年4月4日発売[16]、ISBN 978-4-08-883457-3
  8. 2023年10月4日発売[17]、ISBN 978-4-08-883672-0
  9. 2024年4月4日発売[18]、ISBN 978-4-08-883892-2
  10. 2024年10月4日発売[19]、ISBN 978-4-08-884214-1
  11. 2025年4月4日発売[20]、ISBN 978-4-08-884462-6

## テレビアニメ
2023年4月から6月までTOKYO MXほかにて放送された。

### スタッフ
- 原作 - 城戸みつる[1]
- 監督 - 羽鳥潤[1]
- シリーズ構成 - 皐月彩[1]
- キャラクターデザイン - 渡辺まゆみ[1]
- アニマルデザイン - 荒牧園美
- プロップデザイン - 甲藤円
- 色彩設計 - 瀬戸治子[1]
- 美術監督 - 和田千帆[1]
- 美術設定 - 小原志乃
- 撮影監督 - 坪内弘樹[1]
- 編集 - 村井秀明[1]
- 音響監督 - 中谷希美[1]
- 音響効果 - 風間結花[1]
- 音響制作 - ビットグルーヴプロモーション[1]
- 音楽 - 成田旬、瀬尾祐介[1]
- 音楽制作 - ポニーキャニオン[1]
- 音楽プロデューサー - 渡部祐樹
- プロデューサー - 伊藤裕史、渡部祐樹、宮治舞、工藤雅世、松村尚、松井優子、福田妃奈子、永井千晴
- アニメーションプロデューサー - 藤原和博
- アニメーション制作 - SynergySP[1]
- 制作 - カワイスギクライシス製作委員会

### 主題歌
「スペースキャットビッグバン」
超学生によるオープニングテーマ。作詞・作曲・編曲は栗原暁（Jazzin'park）、久保田真悟（Jazzin'park）、前田佑。
「にゃんぼりーdeモッフィー!!」
DIALOGUE+によるエンディングテーマ。作詞は田淵智也、作曲は瀬名航、編曲は瀬名航とNeko Hacker。

### 各話リスト
| 話数 | サブタイトル | 脚本   | 絵コンテ       | 演出     | 作画監督                                            | 総作画監督                                                            | 初放送日      |
| ---- | ------------ | ------ | -------------- | -------- | --------------------------------------------------- | --------------------------------------------------------------------- | ------------- |
| #1   | アリエナイ   | 皐月彩 | 羽鳥潤         | 斉藤秀二 | 今野幸一 吉田肇 大野勉 ふたふさ 福島豊明            | 渡辺まゆみ                                                            | 2023年 4月7日 |
| #2   | デラレナイ   | 皐月彩 | 杉島邦久       | 高山秀樹 | 櫻井拓郎 李周鉉 jo he jung kim na num 杉山直輝      | 渡辺まゆみ 槙田一章 長森佳容 朝山公晴 重松遥 百々真広 八鍬友美 和田薫 | 4月14日       |
| #3   | ユズラナイ   | 皐月彩 | 羽鳥潤         | 沼山茉由 | 大豆一博                                            | 渡辺まゆみ 長森佳容                                                   | 4月21日       |
| #4   | ワカラナイ   | 皐月彩 | まついひとゆき | 鈴木孝聡 | 久保川美明 今野幸一 吉田肇 大野勉 ふたふさ 福島豊明 | 渡辺まゆみ 萩原しょう子 槙田一章                                      | 4月28日       |
| #5   | オキニメス   | 谷口翼 | 杉島邦久       | 西村大樹 | 武口憲司 kwon yong sang                             | 渡辺まゆみ 槙田一章 重松遥 八鍬友美                                   | 5月5日        |
| #6   | カピバラマ   | 皐月彩 | 羽鳥潤         | 高山秀樹 | jo he jung kim na num                               | 渡辺まゆみ 槙田一章 長森佳容 朝山公晴 重松遥 百々真広 八鍬友美 和田薫 | 5月12日       |
| #7   | キカンセヨ   | 皐月彩 | 西田健一       | 藤井康晶 | Park Soon-ok Won Mi-na                              | 重松遥 八鍬友美 和田薫                                                | 5月19日       |
| #8   | メグリアイ   | 皐月彩 | まついひとゆき | 斉藤秀二 | 今野幸一 ふたふさ 福島豊明 吉田肇 大野勉            | 槙田一章                                                              | 5月26日       |
| #9   | ヒカゲモノ   | 皐月彩 | 杉島邦久       | 西村大樹 | 谷澤泰史 Geng Song                                  | 渡辺まゆみ 槙田一章                                                   | 6月2日        |
| #10  | ダイニンキ   | 谷口翼 | まついひとゆき | 大久保亮 | 櫻井拓郎 李周鉉                                     | 渡辺まゆみ 槙田一章 長森佳容 朝山公晴 重松遥 百々真広 八鍬友美 和田薫 | 6月9日        |
| #11  | センシタチ   | 皐月彩 | まついひとゆき | 西田健一 | 陳玲玲 趙小川 姜海華                                | 渡辺まゆみ 槙田一章                                                   | 6月16日       |
| #12  | カワイスギ   | 皐月彩 | 羽鳥潤         | 鈴木孝聡 | 今野幸一 大野勉 福島豊明 ふたふさ 吉田肇            | 渡辺まゆみ                                                            | 6月23日       |

### 放送局
| 放送期間                | 放送時間                     | 放送局     | 対象地域   | 備考                                                 |
| ----------------------- | ---------------------------- | ---------- | ---------- | ---------------------------------------------------- |
| 2023年4月7日 - 6月23日  | 金曜 22:30 - 23:00           | TOKYO MX   | 東京都     |                                                      |
|                         | 金曜 23:30 - 土曜 0:00       | BS朝日     | 日本全域   | 製作参加 / BS/BS4K放送 / 『アニメA』枠               |
| 2023年4月10日 - 6月26日 | 月曜 2:29 - 2:59（日曜深夜） | 関西テレビ | 近畿広域圏 | 製作参加 /                                           |
| 2023年5月25日 - 6月29日 | 木曜 18:00 - 19:00           | AT-X       | 日本全域   | CS放送 / 字幕放送 / リピート放送あり 毎週2話ずつ放送 |

| 配信開始日    | 配信時間                   | 配信サイト |
| ------------- | -------------------------- | --- |
| 2023年4月8日  | 土曜 0:00（金曜深夜） 更新 | DMM TV U-NEXT |
| 2023年4月13日 | 木曜 0:00（水曜深夜） 更新 | Lemino アニメタイムズ |
| 2023年4月15日 | 土曜 0:00（金曜深夜） 更新 | ABEMA Amazonプライム・ビデオ auスマートパスプレミアム バンダイチャンネル dアニメストア FOD Hulu J:COMオンデマンドメガパック milplus TELASA ニコニコ動画 Video Market |

### BD / DVD
| 巻  | 発売日        | 収録話         | 規格品番   | 規格品番       |
| 巻  | 発売日        | 収録話         | 通常盤     | きゃにめ限定盤 |
| --- | ------------- | -------------- | ---------- | -------------- |
| BOX | 2023年9月27日 | 第1話 - 第12話 | PCXG-50815 | SCXG-00253     |